# Fedora Kliwadenko
Fedora Kliwadenko Malic (Viña del Mar, 13 de septiembre de 1956 - 20 de agosto de 2022) fue una talentosa actriz chilena de cine, teatro y televisión, radicada en Italia desde 1992.

## Fallecimiento
El 23 de agosto de 2022, el Sindicato de actores, actrices, trabajadores y trabajadoras de las artes teatrales de Chile confirma mediante un posteo en Twitter el fallecimiento de la actriz a los 65 años de edad.

## Filmografía
| Año  | Título                                       | Papel                     | Notas    |
| ---- | -------------------------------------------- | ------------------------- | -------- |
| 1984 | Los títeres                                  | Eva Müller                | Canal 13 |
| 1984 | La represa                                   | Jeanette Sandoval         | TVN      |
| 1985 | Marta a las ocho                             | Melissa Larratea          | TVN      |
| 1985 | Morir de amor                                | Ignacia Benítez           | TVN      |
| 1986 | La dama del balcón                           | Esther Cohen              | TVN      |
| 1986 | La villa                                     | Julia Alcántara           | TVN      |
| 1987 | La Quintrala                                 | María Lísperguer y Flores | TVN      |
| 1988 | Las dos caras del amor                       | Susana Montes             | TVN      |
| 1990 | Corín Tellado: Mis mejores historias de amor | Berta                     | TVN      |